# Jeeves e il pericolo imminente
Jeeves e il pericolo imminente (Jeeves and the Impending Doom) è un racconto dello scrittore inglese P. G. Wodehouse, pubblicato per la prima volta nel numero di dicembre 1926 del mensile britannico The Strand Magazine e in volume nel 1926 nella raccolta di racconti Very Good, Jeeves! (in italiano: Benissimo, Jeeves!).
Bertie Wooster si reca con riluttanza a Woollam Chersey da sua zia Agatha, la quale di recente ha assunto Bingo Little, un caro amico di Bertie, come precettore del proprio figlio Thos. Quando Thos mette in pericolo la vita dell'on. Filmer, un ministro ospite di riguardo a a Woollam Chersey, Bertie e Jeeves devono salvare sia l'incolumità dell'ospite che l'occupazione lavorativa di Bingo.

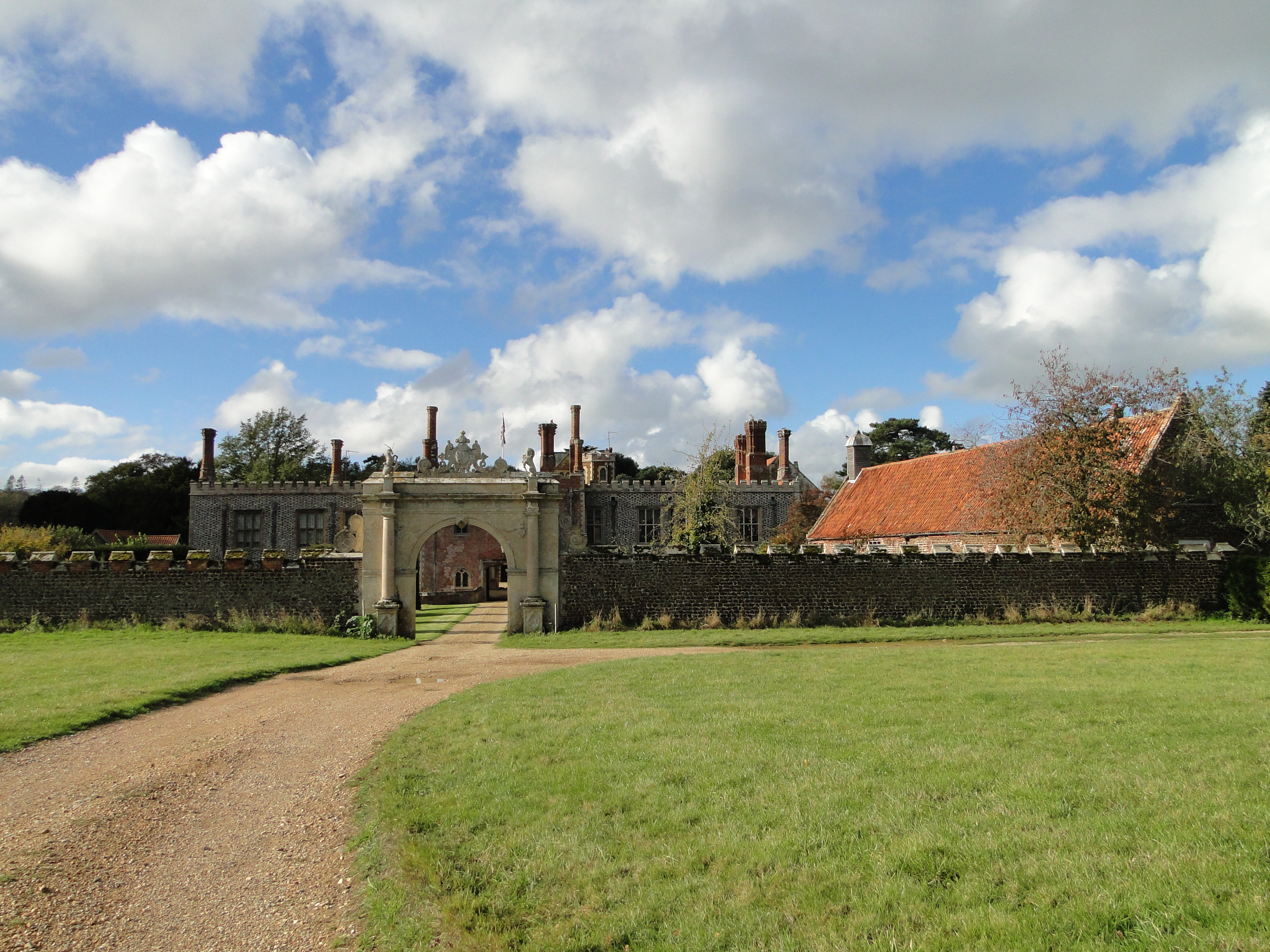
Hunstanton Hall, probabile modello di Woollam Chersey

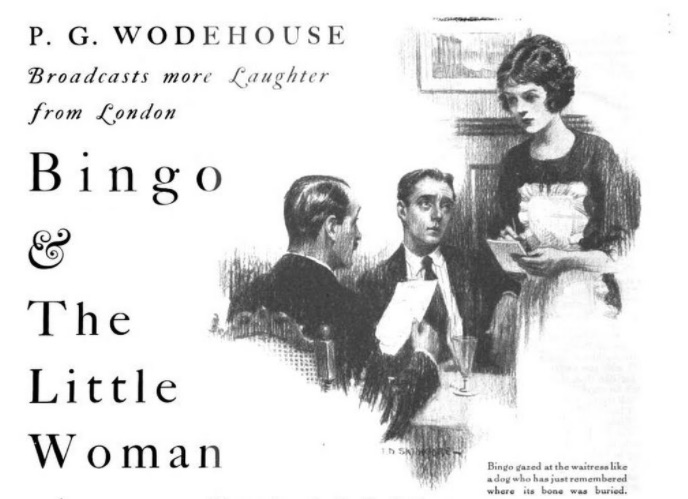
da sn: Bertie Wooster, Bingo Little e una cameriera (Illustrazione di T.D. Skidmore, Cosmopolitan, 1922)

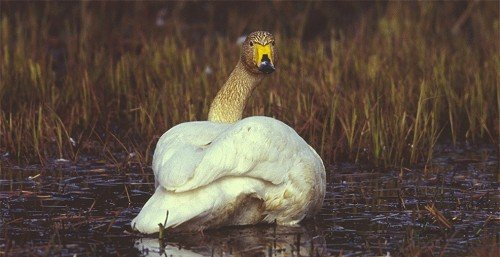
Cigno selvatico

## Storia editoriale
Il racconto fu pubblicato dapprima nel numero di dicembre 1926 del mensile britannico The Strand Magazine, con le illustrazioni di Charles Crombie, e, pochi giorni dopo, nel numero dell'8 gennaio 1927 del settimanale statunitense Liberty, con le illustrazioni di Wallace Morgan, in versione leggermente ridotta. Assieme ad altri dieci racconti della serie Jeeves fu inserita nella raccolta Very Good, Jeeves! pubblicata per la prima volta nel 1930 in due diverse edizioni: negli Stati Uniti (USA) il 20 giugno 1930 dalla casa editrice Doubleday, Doran di New York, e nel Regno Unito (UK) il 4 luglio 1930 dalla Herbert Jenkins di Londra. Sono state fatte tre traduzioni in lingua italiana per cinque editori nell'arco di ottantadue anni.

## Trama
Bertie Wooster si sta recando con riluttanza a Woollam Chersey, la casa della sua dispotica zia Agatha. Prima della partenza riceve un telegramma non firmato dove il mittente scrive che è fondamentale che Bertie incontri perfetti sconosciuti a Woollam Chersey. Né Bertie né Jeeves capiscono il testo del telegramma né chi lo abbia spedito. A Woollam Chersey, zia Agatha dice a Bertie che dovrà comportarsi bene, non bere e non fumare, per fare buona impressione sull'Onorevole A.B. Filmer, austero ospite di riguardo a Woollam Chersey. Poco dopo Bertie incontra il suo amico Bingo Little e si appresta a salutarlo cordialmente, quando Bingo lo zittisce bruscamente per poi chiedergli sottovoce se ha ricevuto il suo telegramma. Bingo è stato assunto come precettore del giovane Thos, figlio di zia Agatha, e desidera che Bertie finga di non conoscerlo: Bingo verrebbe immediatamente licenziato da zia Agatha se costei scoprisse che il precettore è un amico del disistimato nipote. Quando Bertie chiede come mai Bingo non sia partito con sua moglie Rosie, la scrittrice che deve tenere una serie di conferenze in America, Bingo non risponde.
Più tardi, Bingo si confida con Bertie e Jeeves e chiede il loro aiuto. Alla partenza per l'America, dove si sarebbe trattenuta per sei settimane, Rosie gli aveva lasciato duecento sterline e l'incarico di accudire il loro cane pechinese. Bertie aveva perso però le 200 sterline alle corse dei cavalli; aveva quindi affidato il pechinese a una pensione per cani e trovato lavoro come «precettore a un ragazzo che non ha bisogno di lezioni di greco e di latino, ma di qualche buona dose di scapaccioni». Bingo teme che Thos voglia vendicarsi dell'On. Filmer, che lo ha sorpreso a fumare, e teme che ciò spingerebbe la signora Gregson a licenziare Bingo per non aver sorvegliato a sufficienza il figlio. Bertie e Jeeves non possono far altro che consigliare a Bingo di aumentare la sorveglianza. Poco dopo scoppia un temporale, ritornano a casa tutti tranne l'On. Filmer; zia Agatha incarica Bertie di rintracciare Filmer e di portargli un impermeabile. Jeeves avverte però Bertie che Thos ha accompagnato in barca Filmer all'isola posta al centro del vicino laghetto e di essersi subito allontanato abbandonando Filmer sull'isola, alla maniera del Capitano Flint nell'Isola del tesoro.
Bertie e Jeeves si avvicinano all'isola in barca, mentre piove a dirotto, e infine vedono Filmer sul tetto di un piccolo edificio dell'isola detto l'"Ottagono". Mentre Jeeves resta sulla barca, Bertie si avvicina a Filmer, ma viene preso di mira da un feroce cigno selvatico e, per sfuggirgli, si arrampica anche lui sul tetto dell'Ottagono. I due sono salvati da Jeeves che immobilizza il cigno con l'impermeabile di Filmer che Bertie aveva lasciato maldestramente cadere. Mentre ritornano a casa, Filmer dice a Bertie di essersi convinto di essere rimasto abbandonato nell'isola per colpa di Thos («Questo è uno scherzo che solo un ragazzo o un perfetto imbecille avrebbero potuto fare»). Bertie è preoccupato per la sorte lavorativa di Bingo: la colpa di Thos comporterebbe con certezza il suo licenziamento.
A casa, dopo che Bertie ha fatto un bagno, Jeeves informa il padrone di essersi occupato della questione: per proteggere Bingo, Jeeves ha convinto Filmer che colui che ha portato via la barca lasciandolo solo sull'isola è stato Bertie. All'inizio Jeeves viene insultato da Bertie, il quale però cambia idea quando Jeeves gli dice che zia Agatha intendeva far diventare Bertie segretario di Filmer. Il maggiordomo Purvis informa Bertie che la zia vuole vederlo immediatamente. Jeeves suggerisce a Bertie di evitare l'incontro evadendo dall'abitazione attraverso la finestra e poi da una grondaia; Jeeves lo attenderà nell'auto col motore acceso. Bertie guarda Jeeves con riverenza e segue il suo piano.

## Personaggi
Bertie WoosterL'io narrante. È un giovin signore tollerante, membro del Drones Club, ligio a un codice etico che lo obbliga a prestare aiuto agli amici in difficoltà, consapevole della superiorità intellettuale di Jeeves
JeevesImpassibile e geniale valletto di Bertie Wooster; come al solito Jeeves appare molto colto ed efficiente
Richard P. Little detto "Bingo"amico di Bertie Wooster, membro del Drones Club, marito della nota scrittrice Rosie M. Banks, si mette spesso nei guai per la sua propensione al gioco d'azzardo. In questo racconto Bingo è precettore del giovane Thos Gregson, figlio di zia Agatha
Agatha Wooster in Gregsonzia paterna di Bertie Wooster, altezzosa e imperiosa, moglie dell'agente di borsa Spencer Gregson e madre di Thos, vive nella fastosa residenza di Woollam Chersey; si preoccupa del futuro di Bertie e si adopera perché il nipote contragga un matrimonio vantaggioso o raggiunga una posizione che possa aumentare il prestigio della famiglia Wooster;  è detestata dal nipote Bertie, il quale tuttavia non riesce a sottrarsi ai voleri della zia e deve ricorrere per aiuto a Jeeves
Thomas Gregson detto "Thos"pestifero figlio adolescente di zia Agatha
On. A. B. Filmermembro del Gabinetto del Regno Unito, presidente della lega contro il fumo, ospite di riguardo di zia Agatha a Woollam Chersey
Purvismaggiordomo di zia Agatha
Robertspaniel di zia Agatha

## Critica
Per il linguista Robert Anderson Hall, anche nei racconti di Benissimo, Jeeves! la maggior fonte di ilarità è il linguaggio, in particolare l'uso di spoonerismi e metatesi e il ricorso all'ipallage. Come nelle opere precedenti, inoltre, anche in Jeeves e il pericolo imminente si rileva un conflitto fra Bertie Wooster e Jeeves. Kristin Thompson si riferisce alle opere precedenti Alla buon'ora Jeeves! del 1934 come il "periodo ribelle" di Bertie, che termina quando Jeeves riafferma la sua autorità; nelle opere successive della serie "Jeeves" la risoluzione dei problemi sarà più episodica. Secondo Kristin Thompson, quando Jeeves fa o dice qualcosa di insolito che non viene spiegato in seguito, potrebbe essere un segnale per il lettore che Jeeves ha manipolato gli eventi in modi tali di cui Bertie, narratore inaffidabile, non è consapevole. Thompson suggerisce che Jeeves potrebbe aver utilizzato una sua "conversazione" con Thos per incoraggiarlo ad abbandonare Filmer sull'isola, al fine di screditare Bertie con Filmer affinché Bertie non diventasse il segretaria del ministrp. Più tardi, quando Jeeves racconta a Bertie del piano di Thomas per vendicarsi di Filmer, Jeeves sembra indifferente e distrae Bertie richiamando la sua attenzione sulla sua cravatta mal annodata (non «tende alla perfetta imitazione della farfalla»). Indipendentemente dal fatto che Jeeves abbia manipolato o meno gli eventi, l'affermazione di Filmer secondo cui sarebbe stato abbandonato solo da «un ragazzo o un perfetto imbecille» è servita a Jeeves per far ricadere la colpa sul suo padrone.

## Opere derivate
- "Jeeves and the Impending Doom", quarto episodio della terza serie di The World of Wooster, prodotta dalla TV britannica BBC e trasmessa in Gran Bretagna per la prima volta il 27 ottobre 1967[18].

## Edizioni
- (EN) Very good, Jeeves!, 1ª ed., New York, Doubleday, Doran & Company Inc., 1930.
- (EN) Very good, Jeeves!, 1ª ed., London, Jenkins, 1930.
- Jeeves e il pericolo imminente, in Benissimo, Jeeves! : romanzo umoristico inglese, traduzione di Alberto Tedeschi, 1ª ed., Milano, Bietti, 1933.
- Jeeves e il pericolo imminente, in Benissimo, Jeeves, traduzione di Angela Zuffada Locuratolo, Milano, Mursia, 1990, ISBN 88-425-0696-6.
- La vita è strana, Jeeves, traduzione di Tracy Lord, Milano, Polillo, 2013, ISBN 978-88-8154-441-7.